# Fujian (Taiwan)
Il Fujian (cinese: 福建; Hanyu pinyin: Fújiàn; Tongyong pinyin: Fújiàn; Wade-Giles: Fu-chien; Pe̍h-ōe-jī: Hok-kiàn; ortografia postale: Fukien) è una provincia sulla costa della Cina sud-orientale. Dal 1949, il territorio è diviso tra due governi separati: la grande maggioranza è governata dalla Repubblica Popolare Cinese (RPC) e costituisce la provincia del Fujian propriamente detta; mentre un numero di isole al largo della costa sono controllate dal governo della Repubblica di Cina (RDC) a Taiwan. La RPC e la RDC hanno mantenuto ciascuna il proprio rispettivo governo provinciale del Fujian per amministrare le porzioni che controllano. Questo articolo descrive la specifica porzione del Fujian governata dalla Repubblica di Cina. Vedi Fujian per una descrizione dell'intera provincia, specialmente la parte attualmente governata dalla Repubblica Popolare Cinese.
La sede del governo provinciale del Fujian controllato dalla RDC è il Comune di Jincheng nella Contea di Kinmen. Nel 1956, la RDC trasferì il governo provinciale del Fujian completamente fuori dalla provincia stessa, a Xindian, Contea di Taipei (ora Nuova Città di Taipei), Provincia di Taiwan, fino al 1996.

## Storia
Durante la  Guerra civile cinese, la RDC perse il controllo della Cina continentale, compresa la maggior parte della provincia del Fujian, e fu obbligata a ricollocarsi a Taiwan, mentre le forze comuniste vittoriose fondavano la RPC nel 1949. Nella battaglia di Kuningtou, tuttavia, le forze della RDC riuscirono a difendere dall'attacco comunista l'isola di Quemoy (Kinmen), appena al largo della costa del Fujian. Di conseguenza, la RDC riuscì a non cedere una serie di isole al largo del Fujian, e ha continuato a mantenere un governo provinciale separato per queste isole, parallelo alla provincia del Fujian nella Cina continentale.
Nel 1956, il governo della RDC spostò l'amministrazione provinciale del Fujian a Xindian (Taiwan), e le isole furono poste sotto una rigida amministrazione militare straordinaria a causa della loro estrema prossimità alla Cina continentale. Con il miglioramento delle relazioni attraverso lo stretto e la democratizzazione della RDC negli anni 1990, le isole furono restituite al governo civile nel 1992. Il governo provinciale è stato ritrasferito a Quemoy, sul suolo del Fujian, il 1º gennaio 1996.
Recentemente, la RDC ha diluito significativamente i poteri delle due province che governa, cioè il Taiwan e il Fujian. La maggior parte dell'autorità della provincia del Fujian è stata delegata ai governi delle due contee di Quemoy e Lienchiang.

## Suddivisioni
La RDC governa la sua porzione della provincia del Fujian con due contee: la Contea di Kinmen e la Contea di Lienchiang.
La situazione della Contea di Lienchiang riproduce in piccolo quella del Fujian: come il Fujian, essa è divisa tra il governo della RPC, che ne controlla la vasta maggioranza come Contea di Lianjiang (com'è indicata nel sistema di romanizzazione Hanyu Pinyin), e il governo della RDC che ne amministra alcune isole al largo della costa, ossia le Isole Matsu e alcuni gruppi di isole circostanti. La Contea di Kinmen, d'altro canto, ricade interamente nella giurisdizione del governo della RDC.

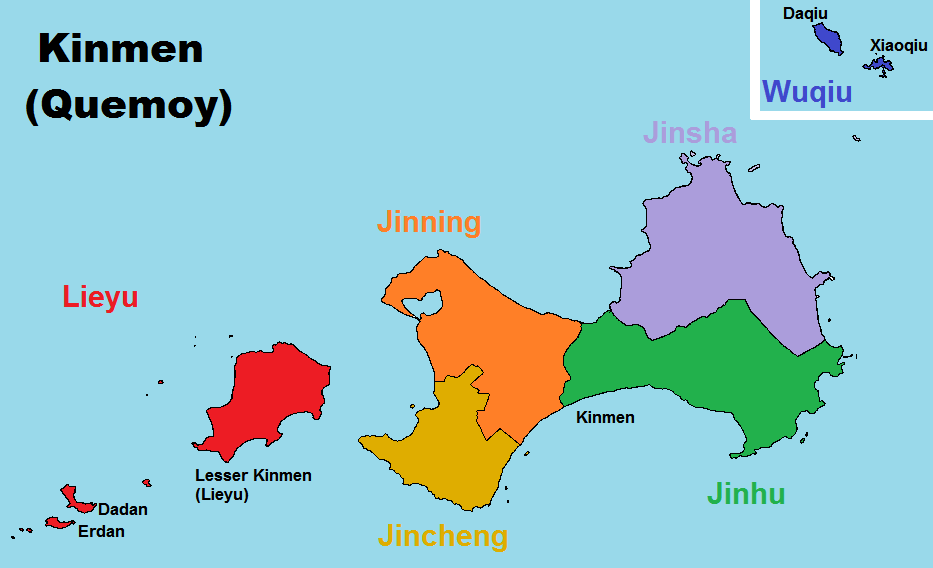
Suddivisione della contea di Kinmen in comuni.

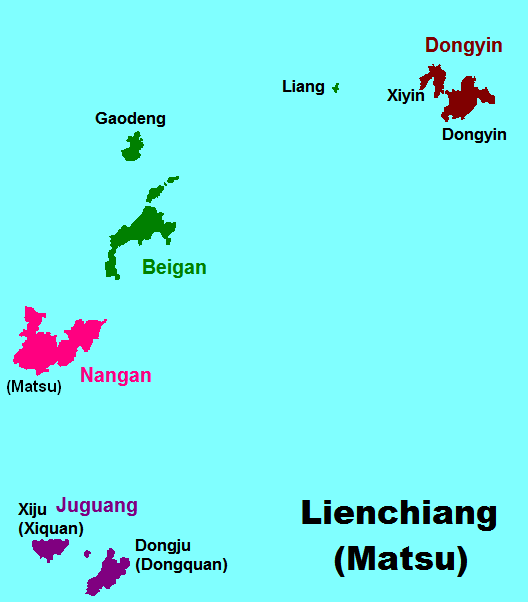
Suddivisione della contea di Lienchiang in comuni.

Le seguenti sono le isole del Fujian sotto l'amministrazione della RDC, date per contea:
- Contea di Kinmen (金門縣)
  - Quemoy (金門島)
  - Quemoy Minore (小金門島)
  - Wuciou (烏坵嶼)
    - Daqiu (大坵)
    - Xiaoqiu (小坵)

  - Dongding (東碇)
  - Dadan (大擔) ed Erdan (二擔)
- Contea di Lienchiang (連江縣)
  - Nangan (南竿島)
  - Beigan (北竿島)
  - Juguang (莒光列島), chiamate Isole Baiquan (白犬列岛) dalla RPC
  - Dongyin (東引島)
  - Isole minori: Liang (亮島), Gaodeng (高登).

Queste isole hanno un'area complessiva di 182,66 km² e una popolazione totale di 91.261 abitanti (2009).